# Ju-on: The Grudge (videojuego)
Ju-on: The Grudge-Haunted House Simulator (conocido en Japón comoKyōfu Taikan: Juon (恐怖体感 呪怨, lit. Sensation of Fear: Curse Grudge) titulada Ju-on: The Grudge-A Fright Simulator en Europa es el primer videojuego de terror lanzado por la famosa saga Ju-on y se espera una secuela prevista para finales de 2010. Ambos videojuegos solo estarán disponibles para la consola Wii. El juego está basado en una familia que se muda a la casa maldita de los Saeki. Allí la familia no sabe los hechos ocurridos en la residencia, pero se acostumbran conforme pasa el tiempo.
El juego sólo cuenta con cuatro simples sonidos: el ladrido de la mascota de la familia, los maullidos de Toshio, el traqueteo de Kayako y los suspiros de nuestro jugador. Antes de comenzar habrá que poner cuál es nuestro sexo (masculino o femenino) y nuestro signo del zodíaco, y al finalizar cada nivel aparecerá una descripción diciéndonos si el nivel fue lo suficientemente terrorífico como para asustarnos o fue una simple demostración del terror de los demás niveles. El juego contiene cinco viñetas y es hasta más terrorífico que algunas películas de la saga. La clasificación fue para mayores de 18 años y varios de sus videos en Internet han sido suprimidos por derechos de autor.

## Historia
La familia Yamada, una familia muy trabajadora, se muda a la casa maldita de los Saeki sin saber los hechos ocurridos allí. La familia está compuesta por cinco integrantes: Erika (la hija mayor), su hermano menor (Ken), sus padres (Miki y Hiro) y la mascota de la familia (Ivy). Antes de que llegara la familia se puede ver que dos adolescentes, Ketsuya y Daisuke, entran a la casa de los Saeki: ellos se separan y Daisuke es atacado por una sombra en la cocina. Ketsuya escucha ruidos de un niño ahogándose en el baño (que en realidad era una visión de cómo Takeo asesinaba a Toshio), al fijarse en el baño ve que no hay nadie y llama a Daisuke para salir del lugar, pero ve cómo este sube al cuarto de arriba y una mujer se asoma por la ventana (en realidad esta era una repetición de la muerte de Katsuya en Ju-on: The Grudge) y Ketsuya sube para verlo. Cuando ingresa a la recámara de arriba no encuentra a nadie y al darse vuelta ve a Kayako acercándose a él. Los ojos de Ketsuya se vuelven rojos y se escucha el traqueteo de Kayako.

## Episodios
A lo largo del juego veremos cuatro episodios, más un quinto y último que es desbloqueado si se encuentran los objetos ocultos en los demás. Estos mismos episodios son jugados con cada miembro de la familia. Entre ellos están las ``Spore Battery´´ (baterías de linterna) o también llamadas ``Alkaline Battery´´, muy importantes para poder completar los episodios.

### Fábrica abandonada
La mascota de la familia, Ivy, se pierde mientras está fuera del domicilio de los Saeki y Erika le sigue hasta una fábrica abandonada. De pronto oscurece y Erika, temiendo que algo le llegue a pasar a Ivy y su familia le haga responsable, coge una linterna con dos baterías y se adentra en la fábrica. Erika es atacada por Toshio muchas veces, y cuando casi encuentra a Ivy es atacada por Kayako. Logra escapar al ascensor cuando ve algo moverse por el fondo: era Ivy llorando como si estuviese lastimado. Erika baja por el ascensor cuando éste se traba y empieza a entrar mucho pelo. Ivy se sacrifica para salvar a Erika cuando parece que es demasiado tarde.

### Hospital desértico
Michiko (Miki), la madre de Erika y Ken, está internada en un hospital debido a un accidente en casa. Ella es visitada a menudo por sus hijos y su esposo. Un día, Miki se duerme viendo una fotografía suya y de su familia. Ve a un pequeño niño corriendo en el pasillo (Toshio Saeki) mientras suena el teléfono y todos los médicos y pacientes parecen haber desaparecido misteriosamente. Miki emprende su viaje hasta el techo del hospital, donde Toshio y Kayako intentan tirarla. Al final Miki y Kayako caen desde el techo del hospital (esta escena es similar a cuando Kayako tira del techo del hospital a Karen Davis en The Grudge 2).

### Apartamentos en ruinas
Kenji (Ken), el hermano menor de Erika, es un repartidor que trabaja en una pizzería. Ken es enviado a un edificio abandonado donde Toshio Saeki intenta asustarlo pero no lo logra. Al llegar al apartamento donde estaba destinada la entrega ésta se abre y aparece mucho humo. Después Kayako ataca muchas veces a Ken, y cuando éste cae por una abertura que tenía madera podrida, Kayako le persigue. Cuando está a punto de escapar mira para atrás a ver si Kayako estaba ahí, y al no ver nada éste se da vuelta. Kayako aparece frente a él y le mata.

### La desdicha del vigilante
El padre de la familia, Hiroshi (Hiro), está trabajando como guardia de seguridad en una fábrica de maniquíes cuando ve por las cámaras de seguridad una persona vagando. De repente se corta la energía eléctrica, y al restaurarla es perseguido por un largo pasillo por Kayako. Casi al final se escucha el traquteo de Kayako, y Hiro es atacado y asesinado sin piedad. 

### Casa encantada
Erika, sintiéndose culpable por la muerte de Ivy, regresa a su casa en plena madrugada preguntándose quién era la aterradora mujer que le perseguía, llamando a sus padres y a su hermano. Al ver que nadie ha llegado todavía trata de salir, pero la puerta estaba cubierta de pelo. Al subir las escaleras es atacada por Kayako, pero se escapa. Llama a su padre por teléfono y escucha el ruido de su móvil en el ático, pero cuando sube le encuentra muerto y Kayako le ataca. Erika oye el ladrido de Ivy, pero ese no era Ivy. Era Toshio, quien en vez de maullar, ladraba. Kayako se arrastra por las escaleras, atrapa a Erika y le arrastra hasta el ático. La escena final muestra a Erika muerta y se escucha el terrible traqueteo de Kayako.

## Cronología
Como todas las películas de Ju-on, esta sucede en una línea del tiempo no lineal, es decir que los hechos no ocurren cronológicamente al orden en que los vemos. En la misión Hospital desértico cuando Miki está pasando por las cámaras de seguridad del hospital, se puede ver cómo un televisor se enciende y muestra las imágenes de los escenarios del resto de las misiones (incluido de la misión Casa encantada). Esto indica la cronología del juego:
- Ivy se pierde, Erika va tras de él
- Erika busca a Ivy por la fábrica, siendo atacada muchas veces por Toshio
- Ken llega a los apartamentos donde se hizo el supuesto pedido
- Miki se queda dormida en el hospital
- Hiro se queda dormido en su oficina
- Ken es sorprendido y atacado por Kayako pero logra escapar
- Erika encuentra a Ivy lastimado, emprende el regreso a casa pero se olvida el camino de regreso
- Ken es perseguido por Kayako y la pierde de vista, lentamente se acerca hacia la salida
- Erika y Ivy se encuentran con Toshio, Ivy le ataca pero Toshio lo paraliza. La linterna de Erika se apaga de momento
- Ken es asesinado por Kayako, estrellándolo con una fuerza sobrehumana hacia su motocicleta
- Hiro se despierta y ve a un niño llorando por las cámaras de seguridad, se corta la luz y decide ir a ver qué pasa
- Erika ingresa a un ascensor con Ivy, el ascensor se abre en el primer piso y mucho pelo ingresa por la puerta, Ivy se sacrifica para salvar a Erika
- Hiro piensa que hay un ladrón en las instalaciones y decide ir a reactivar el generador de energía eléctrica
- Erika escapa de la fábrica y huye hacia su casa
- Hiro ve una silueta terrorífica en las oficinas y se encierra en el baño, Kayako aparece pero no le encuentra
- Erika pasa por el centro, en una televisión pública ve el reportaje de dos jóvenes desaparecidos, Ketsuya y Daisuke (los jóvenes del video del inicio del juego). Allí se informa que la última vez que los vieron fue en la casa de los Saeki, Erika asustada corre al hospital a ver a su madre.
- Hiro logra reactivar el generador de energía eléctrica y ve a Kayako quien lo persigue, Hiro corre hasta llegar a la salida de emergencia
- Erika va al hospital pero le dicen que su madre está durmiendo, Erika decide volver a casa a ver si Ken regresó del trabajo
- Miki despierta. Al ver que hay un niño (Toshio Saeki) corriendo por los pasillos del hospital, y que todos los pacientes y doctores parecen haber desaparecido misteriosamente, se levanta a investigar.
- Hiro es perseguido por Kayako quien lo mata brutalmente, descuartizándolo
- Miki se encuentra con Toshio quien la quiere tirar por las escaleras pero ella lo lanza por el centro de la escalera
- Erika llega a casa, al ver que no hay nadie decide ir a avisar a la policía pero la puerta es cubierta por el pelo de Kayako
- Miki es atacada en el baño por Kayako pero logra escapar, ella ve que un televisor muestra los escenarios de las misiones anteriores
- Erika experimenta visiones de cada uno de los miembros de su familia, recibe una llamada pero resulta ser el sonido de Kayako, ella sube al piso de arriba para investigar
- Miki sube a la terraza del hospital, en el horizonte se ve que ya está por amanecer, y escucha los ruidos de alguien pidiendo auxilio y decide ir a investigar
- Erika llama a su padre y suena un celular en el ático, al subir encuentra el cuerpo descuartizado de su padre y a Kayako acercándose a ella. Erika decide escapar pero una manada de gatos negros la atacan. Erika los golpea y escucha los ladridos de Ivy, que en realidad era Toshio ladrando. Al abrir la puerta ve cómo Kayako se acerca a ella y le cierra la puerta, la linterna se apaga y decide usar una cámara con visión nocturna
- Miki es empujada por Toshio desde la terraza del hospital, Kayako se aparece enfrente de ella y ambas caen al vacío, Kayako resulta ilesa
- Erika ve cómo Kayako baja de las escaleras y la arrastra hasta el ático donde la estrangula con su cabello y la mata, así otra familia fue destruida por la maldición

## Recepción
Ju-On: The Grudge ha sido notable por recibir una recepción negativa por parte de los críticos. Basado en 32 reseñas, Ju-On: The Grudge tiene un puntaje en Metacritic de 39/100 y 40.22% en GameRankings basándose en 27 revisiones. Weekly Famitsu calificó a Ju-On: The Grudge en 22 de 40 de cuatro críticos, una semana antes de que el juego fuera lanzado en Japón. Además, GameSpot, dando al juego un "Pobre" 4, se quejó de los controles y la duración del juego, mientras que IGN declaró que "JU-ON: The Grudge Haunted House Simulator es malo. Los gráficos son malos, la presentación es mala y el juego es malo. De hecho, todo es tan malo que el juego en realidad termina siendo terrible".